# عرض مولى خيلة (سيئون)
'

تعديل مصدري - تعديل

عرض مولى خيلة هي إحدى قرى عزلة سيئون بمديرية سيئون التابعة لمحافظة حضرموت، بلغ تعداد سكانها 394 نسمة حسب تعداد اليمن لعام 2004.